# Nazionale maschile di pallavolo di Porto Rico
La nazionale di pallavolo maschile di Porto Rico è una squadra nordamericana composta dai migliori giocatori di pallavolo di Porto Rico ed è posta sotto l'egida della Federazione pallavolistica di Porto Rico.

## Rosa
Segue la rosa dei giocatori convocati per il campionato mondiale 2022.
| N° | Nome               | Ruolo | Data di nascita   | Squadra                  |
| -- | ------------------ | ----- | ----------------- | ------------------------ |
| 2  | Klistan Lawrence   | O     | 7 gennaio 2003    | Sagrado Corazón          |
| 3  | Omar Hoyos         | S     | 20 dicembre 2001  | George Mason             |
| 4  | Dennis Del Valle   | L     | 27 gennaio 1989   | Fonte do Bastardo        |
| 5  | Pedro Nieves       | C     | 29 giugno 1993    | Eilabun                  |
| 6  | Gregory Torres     | O     | 30 novembre 2003  | North Greenville         |
| 7  | Arturo Iglesias    | P     | 22 novembre 1995  | Caribes de San Sebastián |
| 8  | Kevin López        | S     | 24 aprile 1995    | Aristotelīs Skydras      |
| 9  | Pedro Molina       | S     | 7 aprile 1999     | Cafeteros de Yauco       |
| 12 | Arnel Cabrera      | L     | 21 luglio 1989    | Mets de Guaynabo         |
| 13 | Roque Nido         | P     | 8 dicembre 1999   | NJIT                     |
| 14 | Pelegrín Vargas    | S     | 31 luglio 1998    | OFĪ Creta                |
| 15 | Jonathan Rodríguez | C     | 16 settembre 1997 | Middelfart               |
| 17 | Ismael Alomar      | C     | 28 giugno 1996    | Caribes de San Sebastián |
| 18 | Antonio Elías      | C     | 15 settembre 2000 | Lewis                    |

## Risultati

### Competizioni FIVB
| 1949 | non qualificata | -            |
| 1952 | non qualificata | -            |
| 1956 | non qualificata | -            |
| 1960 | non qualificata | -            |
| 1962 | non qualificata | -            |
| 1966 | non qualificata | -            |
| 1970 | non qualificata | -            |
| 1974 | 23º posto       | Convocazioni |
| 1978 | non qualificata | -            |
| 1982 | non qualificata | -            |
| 1986 | non qualificata | -            |
| 1990 | non qualificata | -            |
| 1994 | non qualificata | -            |
| 1998 | non qualificata | -            |
| 2002 | non qualificata | -            |
| 2006 | 12º posto       | Convocazioni |
| 2010 | 18º posto       | Convocazioni |
| 2014 | 21º posto       | Convocazioni |
| 2018 | 21º posto       | Convocazioni |
| 2022 | 22º posto       | Convocazioni |

| 1965 | non qualificata | -            |
| 1969 | non qualificata | -            |
| 1977 | non qualificata | -            |
| 1981 | non qualificata | -            |
| 1985 | non qualificata | -            |
| 1989 | non qualificata | -            |
| 1991 | non qualificata | -            |
| 1995 | non qualificata | -            |
| 1999 | non qualificata | -            |
| 2003 | non qualificata | -            |
| 2007 | 6º posto        | Convocazioni |
| 2011 | non qualificata | -            |
| 2015 | non qualificata | -            |
| 2019 | non qualificata | -            |
| 2023 | non qualificata | -            |

### Competizioni NORCECA
| 1969 | 6º posto        | Convocazioni |
| 1971 | 4º posto        | Convocazioni |
| 1973 | 4º posto        | Convocazioni |
| 1975 | non qualificata | -            |
| 1977 | 4º posto        | Convocazioni |
| 1979 | non qualificata | -            |
| 1981 | 5º posto        | Convocazioni |
| 1983 | 5º posto        | Convocazioni |
| 1985 | 6º posto        | Convocazioni |
| 1987 | 6º posto        | Convocazioni |
| 1989 | 4º posto        | Convocazioni |
| 1991 | 5º posto        | Convocazioni |
| 1993 | 4º posto        | Convocazioni |
| 1995 | 4º posto        | Convocazioni |
| 1997 | 5º posto        | Convocazioni |
| 1999 | 5º posto        | Convocazioni |
| 2001 | 5º posto        | Convocazioni |
| 2003 | 5º posto        | Convocazioni |
| 2005 | 5º posto        | Convocazioni |
| 2007 | 2º posto        | Convocazioni |
| 2009 | 3º posto        | Convocazioni |
| 2011 | 4º posto        | Convocazioni |
| 2013 | 4º posto        | Convocazioni |
| 2015 | 3º posto        | Convocazioni |
| 2017 | non qualificata | -            |
| 2019 | 5º posto        | Convocazioni |
| 2021 | 1º posto        | Convocazioni |
| 2023 | 6º posto        | Convocazioni |

| 2021 | 5º posto | Convocazioni |
| 2022 | 4º posto | Convocazioni |
| 2023 | 5º posto | Convocazioni |
| 2024 | 4º posto | Convocazioni |

| 2022 | 4º posto | Convocazioni |
| 2023 | 3º posto | Convocazioni |
| 2024 | 1º posto | Convocazioni |
| 2025 | 1º posto | Convocazioni |

### Competizioni zonali
| 1955 | non qualificata | -            |
| 1959 | 7º posto        | Convocazioni |
| 1963 | non qualificata | -            |
| 1967 | 8º posto        | Convocazioni |
| 1971 | 11º posto       | Convocazioni |
| 1975 | non qualificata | -            |
| 1979 | 6º posto        | Convocazioni |
| 1983 | non qualificata | -            |
| 1987 | non qualificata | -            |
| 1991 | 5º posto        | Convocazioni |
| 1995 | 6º posto        | Convocazioni |
| 1999 | non qualificata | -            |
| 2003 | 7º posto        | Convocazioni |
| 2007 | 5º posto        | Convocazioni |
| 2011 | 7º posto        | Convocazioni |
| 2015 | 4º posto        | Convocazioni |
| 2019 | 5º posto        | Convocazioni |
| 2023 | 8º posto        | Convocazioni |

| 2006 | non qualificata | -            |
| 2007 | 2º posto        | Convocazioni |
| 2008 | 7º posto        | Convocazioni |
| 2009 | 4º posto        | Convocazioni |
| 2010 | 3º posto        | Convocazioni |
| 2011 | 4º posto        | Convocazioni |
| 2012 | non qualificata | -            |
| 2013 | 4º posto        | Convocazioni |
| 2014 | 4º posto        | Convocazioni |
| 2015 | 7º posto        | Convocazioni |
| 2016 | non qualificata | -            |
| 2017 | 2º posto        | Convocazioni |
| 2018 | 4º posto        | Convocazioni |
| 2019 | 6º posto        | Convocazioni |
| 2022 | 5º posto        | Convocazioni |
| 2023 | 9º posto        | Convocazioni |
| 2024 | 3º posto        | Convocazioni |

### Competizioni estinte
| 1990 | non qualificata | -            |
| 1991 | non qualificata | -            |
| 1992 | non qualificata | -            |
| 1993 | non qualificata | -            |
| 1994 | non qualificata | -            |
| 1995 | non qualificata | -            |
| 1996 | non qualificata | -            |
| 1997 | non qualificata | -            |
| 1998 | non qualificata | -            |
| 1999 | non qualificata | -            |
| 2000 | non qualificata | -            |
| 2001 | non qualificata | -            |
| 2002 | non qualificata | -            |
| 2003 | non qualificata | -            |
| 2004 | non qualificata | -            |
| 2005 | non qualificata | -            |
| 2006 | non qualificata | -            |
| 2007 | non qualificata | -            |
| 2008 | non qualificata | -            |
| 2009 | non qualificata | -            |
| 2010 | non qualificata | -            |
| 2011 | 16º posto       | Convocazioni |
| 2012 | non qualificata | -            |
| 2013 | non qualificata | -            |
| 2014 | 27º posto       | Convocazioni |
| 2015 | 28º posto       | Convocazioni |
| 2016 | 36º posto       | Convocazioni |
| 2017 | non qualificata | -            |

| 2015 | non qualificata | -            |
| 2019 | 4º posto        | Convocazioni |